# 劉明朝
劉明朝（1895年8月28日—1985年10月27日），號靉舲，臺灣政治人物，臺南柳營（今臺南市柳營區）人。1922年3月畢業於東京帝國大學法學部政治科，曾參與組織臺灣文化協會。1923年被任命為總督府判任文官，為日治時期第一位臺灣人官僚。歷任總督府土木局勤務（兼內務府）、專賣局翻譯官、地方理事官、新竹州內務部勸業課長、總督府殖產局水產課長、山林課長等職務，後任高雄稅關長，但只做一天即退休。

曾任台灣總督府水產講習所（今國立臺灣海洋大學附屬基隆海事高級中等學校）第一任校長，任期為1936年6月至1937年2月。

1947年二二八事件期間，任台北二二八事件處理委員會糧食組組長。

戰後曾任臺灣省參議員、制憲國民大會代表，後獲選為第一屆立法委員，並兼任合作金庫總經理、臺糖董事、臺泥常駐監察人、東方出版社董事等職務。1985年10月27日逝世，享年90歲。
劉明朝的夫人林雙彎，出身霧峰林家，是北一女中首位本島人學生，與杜聰明夫人林雙隨是姐妹。因此劉明朝與杜聰明是連襟關係。

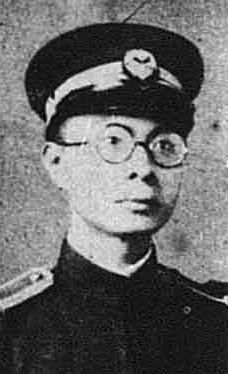
劉明朝

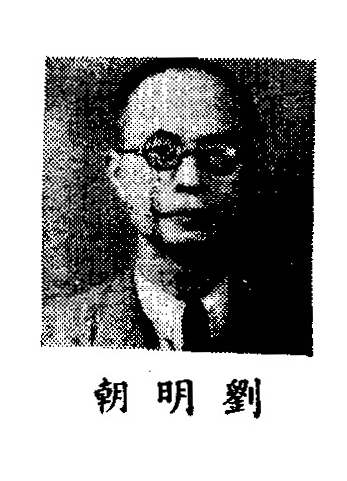
制憲國民大會代表劉明朝

## 家族
- 劉明朝出身柳營劉家。父親劉神嶽曾協辦鹽水製糖會社，擁有糖廠股份，與日本當局關係良好。其胞弟劉明電，是台灣第一位專攻馬克思主義的學者。[2]堂弟劉啟祥（劉明朝伯父劉焜煌三子）為知名畫家。另一堂弟劉清井（劉焜煌長子）為東京帝大醫學部出身，回臺後在臺南開設清井內科，日治時期曾任臺南市協會議員，戰後曾任省立臺南醫院院長，劉清井之女劉美惠嫁給前臺中市長陳端堂。